# Kupinovac
Kupinovac är en ort i Kroatien.   Den ligger i länet Bjelovar-Bilogoras län, i den nordöstra delen av landet, 70 km öster om huvudstaden Zagreb. Kupinovac ligger 188 meter över havet och antalet invånare är 170.
Terrängen runt Kupinovac är platt. Runt Kupinovac är det ganska tätbefolkat, med 90 invånare per kvadratkilometer. Närmaste större samhälle är Bjelovar, 8,1 km söder om Kupinovac. Omgivningarna runt Kupinovac är en mosaik av jordbruksmark och naturlig växtlighet.